# Скудо Мальтийского ордена
Скудо Мальтийского ордена — с 1961 года денежная единица Мальтийского ордена как независимого государственного образования. 
Один скудо состоит из 12 тари или 240 грано. Курс мальтийского скудо к евро составляет: 1 скудо = 0,24 евро, 1 тари = 0,02 евро. 
Орден чеканит золотые монеты номиналом в 5 и 10 скудо, серебряные 1 и 2 скудо, 9 тари и медные 10 грано. Все монеты ордена являются коллекционными и выпускаются в качестве чеканки пруф. 
В 1961 году монеты чеканились в Риме, в 1962 году — в Париже, в 1963 году — в Ареццо. С 1964 года монеты чеканятся Монетным двором Мальтийского ордена.